# Hornstedtia pininga
Hornstedtia pininga är en enhjärtbladig växtart som först beskrevs av Carl Ludwig von Blume, och fick sitt nu gällande namn av Theodoric Valeton. Hornstedtia pininga ingår i släktet Hornstedtia och familjen Zingiberaceae.

## Underarter
Arten delas in i följande underarter:
- H. p. borneense
- H. p. pininga